# اختبار فيكرز للصلادة

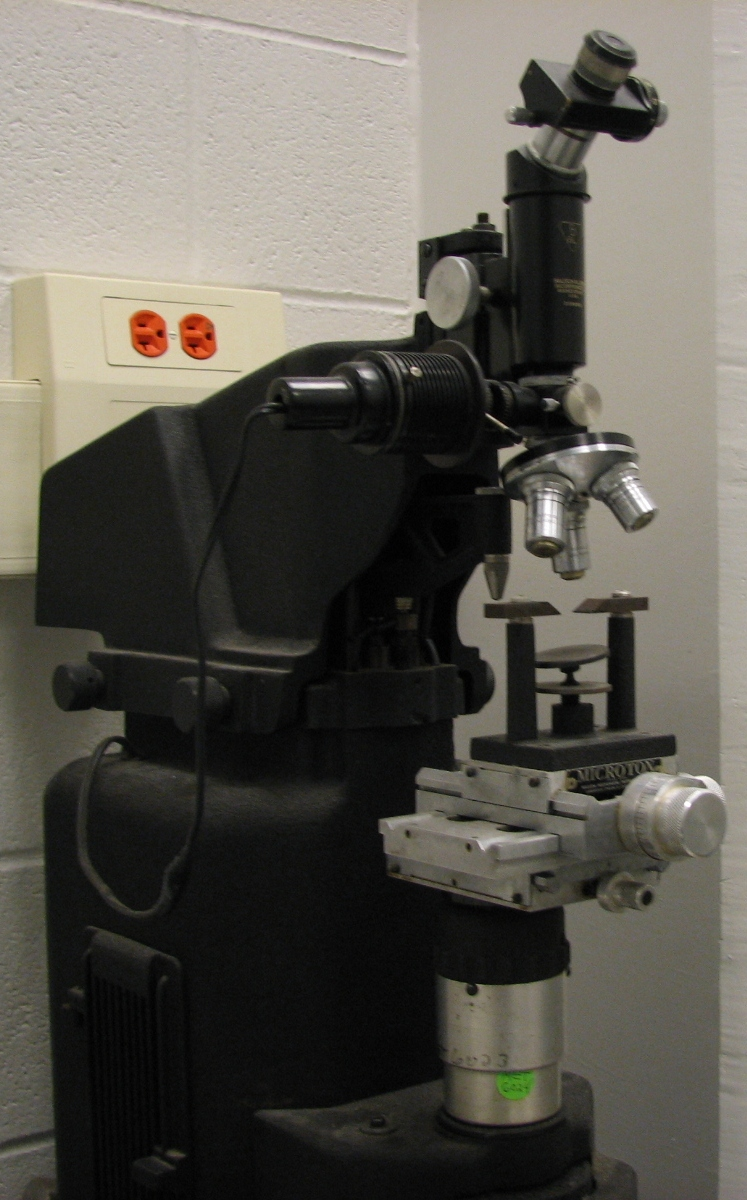
جهاز اختبار صلادة فيكرز.

إن اختبار فيكرز للصلادة هو اختبار لقياس صلادة المواد طوّر من قبل روبرت سميث وجورج سانلاند في مختبرات شركة فيكرز المحدودة، وذلك بأسلوب بديل لطريقة اختبار برينل للصلادة.
يتميز أسلوب فيكرز لقياس الصلادة بأنه أسهل من غيره من الطرق الأخرى، لأن الحسابات المطلوبة غير متعلقة بقياس حجم رأس الجهاز، ولا حاجة لتغييره بغض النظر عن صلادة المادة المراد قياسها.
و يمكن بواسطة هذا الاختبار تحديد صلادة المعادن شديدة الصلادة نظراً لإستخدام الهرم الماسي و تكون الاحمال المؤثرة صغيرة جدا إذا ما قورنت بالأحمال المؤثرة في اختبار برينل للصلادة و يمكن بواسطة هذا الاختبار تحديد صلادة المعادن رقيقة الصلادة ( الميكرو هاردس)

## مقارنة الصلادة بين موس وفيكرز
| اسم المعدن             | الصلادة بمقياس موس | الصلادة بمقياس فيكرز أو kg/mm2 |
| ---------------------- | ------------------ | ------------------------------ |
| جرافيت                 | 1–2                | VHN10=7–11                     |
| قصدير                  | 1½                 | VHN10=7–9                      |
| بزموت                  | 2–2½               | VHN100=16–18                   |
| ذهب                    | 2½                 | VHN10=30–34                    |
| فضة                    | 2½                 | VHN100=61–65                   |
| كالكوسيت               | 2½–3               | VHN100=84–87                   |
| نحاس                   | 2½–3               | VHN100=77–99                   |
| غالينا                 | 2½                 | VHN100=79–104                  |
| سفالريت                | 3½–4               | VHN100=208–224                 |
| هيزلووديت              | 4                  | VHN100=230–254                 |
| كاروليت                | 4½–5½              | VHN100=507–586                 |
| جويثايت                | 5–5½               | VHN100=667                     |
| هيماتيت                | 5–6                | VHN100=1,000–1,100             |
| كروميت                 | 5½                 | VHN100=1,278–1,456             |
| ثنائي أكسيد التيتانيوم | 5½–6               | VHN100=616–698                 |
| روتيل                  | 6–6½               | VHN100=894–974                 |
| بيريت                  | 6–6½               | VHN100=1,505–1,520             |
| بوييت                  | 7                  | VHN100=858–1,288               |
| أوكلاز                 | 7½                 | VHN100=1,310                   |
| كروم                   | 8½                 | VHN100=1,875–2,000             |